# Hesionura augeneri
Hesionura augeneri är en ringmaskart som först beskrevs av Friedrich 1937.  Hesionura augeneri ingår i släktet Hesionura och familjen Phyllodocidae. Inga underarter finns listade i Catalogue of Life.